# Piracetam
Piracetàm (prodajan pod različnimi imeni) je zdravilo iz skupine racetamov s kemijskim imenom 2-okso-1-pirolidinacetamid. Uporablja se v Evropi, Aziji in Južni Ameriki. V ZDA ga FDA ni odobrila za nobeno medicinsko uporabo in niti kot prehransko dopolnilo. V Združenem kraljestvu se piracetam predpisuje predvsem za zdravljenje mioklonusa, vendar se uporablja tudi nenamensko za druga stanja. Dokazi, ki bi podpirali njegovo uporabo za mnogo stanj, niso povsem jasni.
Osnovni 2-okso-pirolidonski skelet ima enak kot piroglutaminska kislina. Piracetam je ciklični derivat GABA (gama-aminobutanojske kisline).

## Zgodovina
Piracetam je med letoma 1950 in 1964 prvi sintetiziral Corneliu E. Giurgea. Obstajajo pa poročila, ki kažejo, da se je za zdravljenje epilepsije uporabljal že leta 1950.

## Medicinska uporaba

### Demenca
Leta 2001 je Cochranova pregledna študija sklenila, da ni bilo dovolj dokazov za utemeljeno uporabo piracetama za zdravljenje demence ali kognitivnih težav. Pregledni študiji iz let 2002 in 2005 sta ugotovili, da je piracetam imel nekaj pozitivnih učinkov pri starejših bolnikih s temi težavami. V letu 2008 je delovna skupina britanske Akademije medicinskih znanosti opozorila, da je bilo veliko poskusov s piracetamom za zdravljenje demence pomanjkljivih.

### Depresija in anksioznost
Nekateri viri pravijo, da naj bi piracetamovi skupni učinek na znižanje depresije in anksioznosti bil večji od njegovega učinka na izboljšanje spomina. Vendar pa depresija velja kot občasni neželeni učinek piracetama.

### Drugo
Učinki piracetama na periferno žilje se ponujajo za uporabo pri vrtoglavici, disleksiji in anemiji srpastih celic. Nobenih dokazov ni v podporo uporabe piracetama za preprečevanje krize anemije srpastih celic.
Zadnje čase postaja vse bolj priljubljen nootropik med študenti.

## Stranski učinki
Piracetam ima zelo malo stranskih učinkov, ti pa so običajno "redki, blagi in prehodni." Obsežen 12-tedenski poskus z velikimi odmerki piracetama ni pokazal nobenih neželenih učinkov v skupini, ki je jemala piracetam, v primerjavi s placebo skupino. Številne druge študije so prav tako dokazale, da se piracetam dobro prenaša.
Simptomi splošne razdražljivosti, vključno z anksioznostjo, nespečnostjo, razdražljivostjo, glavobolom, vznemirjenostjo, živčnostjo, s tremorjem in hiperkinezijo so občasno poročani. Drugi poročani neželeni učinki so somnolenca, pridobivanje telesne teže, klinična depresija, šibkost, povečan libido in hiperseksualnost.

### Toksičnost
Oralni LD50 pri ljudeh ni bil ugotovljen; vendar pa LD50 za podgane znaša 5,6 g/kg telesne mase in 20 g/kg telesne mase za miši, kar označuje izredno majhno akutno toksičnost.

## Mehanizem delovanja
Kot racetamski mehanizem delovanja na sploh tudi piracetamov ni povsem pojasnjen. Zdravilna učinkovina vpliva na živčne, žilne in kognitivne funkcije, ne da bi delovala kot pomirjevalo ali poživilo. Piracetam je pozitivni alosterični modulator receptorja AMPA, vendar je njegovo delovanje zelo šibko, njegovi klinični učinki pa niso nujno mediirani preko tega delovanja. Domneva se, da deluje na ionske kanalčke ali ionofore, kar naj bi vodilo do povečane živčne vzdražnosti. Na možganski metabolizem GABA in njene receptorje piracetam nima vpliva.
Ugotovili so, da piracetam povečuje pretok krvi in porabo kisika v določenih predelih možganov, toda tu gre lahko prej za stranski učinek povečane možganske aktivnosti kot pa za primarni učinek ali mehanizem delovanja same učinkovine.
Piracetam izboljša funkcijo živčnega prenašalca acetilholina prek muskarinskih holinergičnih (ACh) receptorjev, ki so vpleteni v procese pomnjenja. Prav tako ima lahko piracetam vpliv na glutamatergične receptorje NMDA, ki imajo pomembno vlogo pri procesih učenja in pomnjenja. Domneva se, da piracetam povečuje propustnost celične membrane. Piracetam bi lahko izvajal svoj globalni vpliv na možgansko živčno prenašanje prek modulacije ionskih kanalčkov (Na+, K+). Odkrili so, da povečuje porabo kisika v podganjih možganih (očitno v povezavi s presnovo ATP) in aktivnost adenilat kinaze v njih. Piracetam naj bi v možganih povečal sintezo citokroma b5, ki je del mehanizma elektronskega transporta v mitohondrijih. V možganih pa tudi povečuje propustnost mitohondrijev nekaterih intermediatov Krebsovega cikla.

## Dovoljenje za promet z zdravilom
Piracetam se priamrno uporablja v Evropi, Aziji in Južni Ameriki. V ZDA mu FDA ni izdala odobritve za promet za nobeno medicinsko uporabo, prav tako ne za prehransko dopolnilo. Piracetam se lahko za osebno rabo na recept ali brez njega zakonito uvozi v Združeno kraljestvo. Nima DIN, torej se v Kanadi ne sme prodajati, se pa lahko uvozi. V Sloveniji ima piracetam od leta 2012 dovoljenje za promet kot zdravilo na recept, ne pa tudi kot zdravilo brez recepta ali prehransko dopolnilo. Trenutno ima v Sloveniji dovoljenje za promet z zdravilom le eno zdravilo, ki vsebuje piracetam, to je Nootropil® 1200 mg (na sliki).

## Razpoložljivost
Piracetam se prodaja pod različnimi blagovnimi znamkami po vsem svetu. Priljubljeni blagovni imeni za piracetam v Evropi sta med drugim Nootropil in Lucetam. V Argentini ga izdelujejo laboratoriji GlaxoSmithKline S. A. in prodajajo pod tržnim imenom Noostan (800 mg ali 1200 mg). V Venezueli in Ekvadorju piracetam proizvaja podjetje Laboratorios Farma S. A. in ga prodaja pod blagovno znamko Breinox. V Mehiki ga proizvaja UCB de Mexico in prodaja pod blagovno znamko Nootropil. Druga imena, ki vključujejo Nootropil, so v ZDA, Evropi, Braziliji, Hong Kongu, Indiji in Mehiki. Lucetam, Oikamid, Smart, Geratam in Biotropil v Evropi in Braziliji. Neurobasal v Kolumbiji. Breinox v Ekvadorju in Venezueli. Stimulan v Egiptu in Nocetan v Latinski Ameriki.